# Temporada 2013 de las Grandes Ligas de Béisbol
La temporada 2013 de las Grandes Ligas del béisbol comenzó el 31 de marzo de 2013 con el juego entre los Texas Rangers y los Houston Astros. El día de apertura de la mayoría de los clubes fue un día después, el 1 de abril. La temporada está prevista que finalice el 29 de septiembre.
En esta temporada, los Astros de Houston forman parte por primera vez como miembro de la Liga Americana y se ubican en la División Oeste. Esto marca el primer crecimiento en el número de equipos de la Liga Americana desde 1977 con los Marineros de Seattle y los Azulejos de Toronto. Cuando los entonces llamados Tampa Bay Devil Rays se añadieron a la Liga Americana en 1998, los Cerveceros de Milwaukee cambiaron a la Liga Nacional el mismo año, manteniendo la Liga Americana con 14 equipos. Debido al cambio de los Astros a la Liga Americana, las seis divisiones tendrán cinco equipos cada una, lo que ha provocado partidos inter-liga que se jugarán a lo largo de la temporada por primera vez en la historia de Grandes Ligas.
El Juego de las Estrellas de las Grandes Ligas en su  84.ª edición se realizó el 16 de julio en Citi Field en Queens, Nueva York, sede de los New York Mets. La liga ganadora recibió de nuevo la ventaja de local durante la Serie Mundial, algo que ha ocurrido desde la temporada 2003.

## Posiciones

### Liga Americana
| División Este      | División Este | División Este | División Este | División Este | División Este | División Este |
| Equipo             | V             | D             | CTE           | JD            | LOCAL         | VISITA        |
| ------------------ | ------------- | ------------- | ------------- | ------------- | ------------- | ------------- |
| Boston Red Sox (1) | 97            | 65            | .599          | —             | 53–28         | 44-37         |
| Tampa Bay Rays (5) | 91            | 71            | .562          | 6             | 51-30         | 40-41         |
| Baltimore Orioles  | 85            | 77            | .525          | 12            | 46-35         | 39-42         |
| New York Yankees   | 85            | 77            | .525          | 12            | 46-35         | 39-42         |
| Toronto Blue Jays  | 74            | 88            | .457          | 23            | 40-41         | 34-47         |

| División Central      | División Central | División Central | División Central | División Central | División Central | División Central |
| Equipo                | V                | D                | CTE              | JD               | LOCAL            | VISITA           |
| --------------------- | ---------------- | ---------------- | ---------------- | ---------------- | ---------------- | ---------------- |
| Detroit Tigers (3)    | 93               | 69               | .574             | —                | 51-30            | 41-40            |
| Cleveland Indians (4) | 92               | 70               | .568             | 1                | 51-30            | 41-40            |
| Kansas City Royals    | 86               | 76               | .531             | 7                | 44-37            | 42-39            |
| Minnesota Twins       | 66               | 96               | .407             | 27               | 32-49            | 34-47            |
| Chicago White Sox     | 63               | 99               | .389             | 30               | 37-44            | 26-55            |

| División Oeste        | División Oeste | División Oeste | División Oeste | División Oeste | División Oeste | División Oeste |
| Equipo                | V              | D              | CTE            | JD             | LOCAL          | VISITA         |
| --------------------- | -------------- | -------------- | -------------- | -------------- | -------------- | -------------- |
| Oakland Athletics (2) | 96             | 66             | .593           | —              | 52-29          | 44-37          |
| Texas Rangers         | 91             | 71             | .562           | 5              | 46-35          | 45-36          |
| Anaheim Angels        | 78             | 84             | .481           | 18             | 39-42          | 39-42          |
| Seattle Mariners      | 71             | 91             | .438           | 25             | 36-45          | 35-46          |
| Houston Astros        | 51             | 111            | .315           | 45             | 24-57          | 27-54          |

### Liga Nacional
| División Este         | División Este | División Este | División Este | División Este | División Este | División Este |
| Equipo                | V             | D             | CTE           | JD            | LOCAL         | VISITA        |
| --------------------- | ------------- | ------------- | ------------- | ------------- | ------------- | ------------- |
| Atlanta Braves (2)    | 96            | 66            | .593          | —             | 56-25         | 40-41         |
| Washington Nationals  | 86            | 76            | .531          | 10            | 47-34         | 39-42         |
| New York Mets         | 74            | 88            | .457          | 22            | 33-48         | 41-40         |
| Philadelphia Phillies | 73            | 89            | .451          | 23            | 43-38         | 30-51         |
| Miami Marlins         | 62            | 100           | .383          | 34            | 36-45         | 26-55         |

| División Central        | División Central | División Central | División Central | División Central | División Central | División Central |
| Equipo                  | V                | D                | CTE              | JD               | LOCAL            | VISITA           |
| ----------------------- | ---------------- | ---------------- | ---------------- | ---------------- | ---------------- | ---------------- |
| St. Louis Cardinals (1) | 97               | 65               | .599             | —                | 54-27            | 43-38            |
| Pittsburgh Pirates (4)  | 94               | 68               | .580             | 3                | 50-31            | 44-37            |
| Cincinnati Reds (5)     | 90               | 72               | .556             | 7                | 49-31            | 41-41            |
| Milwaukee Brewers       | 74               | 88               | .457             | 23               | 37-44            | 37-44            |
| Chicago Cubs            | 66               | 96               | .407             | 31               | 31-50            | 35-46            |

| División Oeste          | División Oeste | División Oeste | División Oeste | División Oeste | División Oeste | División Oeste |
| Equipo                  | V              | D              | CTE            | JD             | LOCAL          | VISITA         |
| ----------------------- | -------------- | -------------- | -------------- | -------------- | -------------- | -------------- |
| Los Angeles Dodgers (3) | 92             | 70             | .568           | —              | 47-34          | 45-36          |
| Arizona Diamondbacks    | 81             | 81             | .500           | 11             | 45-36          | 36-45          |
| San Diego Padres        | 76             | 86             | .469           | 16             | 45-36          | 31-50          |
| San Francisco Giants    | 76             | 86             | .469           | 16             | 42-40          | 34-46          |
| Colorado Rockies        | 74             | 88             | .457           | 18             | 45-36          | 29-52          |

## Juego de las estrellas
| Equipo         | 1 | 2 | 3 | 4 | 5 | 6 | 7 | 8 | 9 | C | H | E |
| -------------- | - | - | - | - | - | - | - | - | - | - | - | - |
| Liga Americana | 0 | 0 | 0 | 1 | 1 | 0 | 0 | 1 | 0 | 3 | 9 | 0 |
| Liga Nacional  | 0 | 0 | 0 | 0 | 0 | 0 | 0 | 0 | 0 | 0 | 3 | 0 |

LG: Chris Sale (1-0)  LP: Patrick Corbin (0-1)  SV: Joe Nathan (1)  

Umpires: HP: John Hirschbeck. 1B: Wally Bell. 2B: Larry Vanover. 3B: Paul Emmel. LF: Rob Drake. RF: Chad Fairchild.

Asistencia: 45 186 espectadores.

Duración: 3 h 6 m 

## Postemporada
|  | Comodín | Comodín            | Comodín             |                     |   | Serie Divisional   | Serie Divisional | Serie Divisional    |   |   | Campeonato de Liga | Campeonato de Liga | Campeonato de Liga |   |  | Serie Mundial | Serie Mundial | Serie Mundial |  |
|  |         |                    |                     |                     |   |                    |                  |                     |   |   |                    |                    |                    |   |  |               |               |               |  |
|  |         |                    |                     |                     |   |                    |                  |                     |   |   |                    |                    |                    |   |  |               |               |               |  |
|  |         |                    |                     |                     |   |                    |                  |                     |   |   |                    |                    |                    |   |  |               |               |               |  |
|  |         |                    |                     |                     |   |                    |                  |                     |   |   |                    |                    |                    |   |  |               |               |               |  |
|  |         |                    |                     |                     |   |                    |                  |                     |   |   |                    |                    |                    |   |  |               |               |               |  |
|  |         | 5                  | Tampa Bay Rays      | 1                   |   |                    |                  |                     |   |   |                    |                    |                    |   |  |               |               |               |  |
|  |         |                    |                     | 1                   |   |                    |                  |                     |   |   |                    |                    |                    |   |  |               |               |               |  |
|  |         |                    | 1                   | Boston Red Sox      | 3 |                    |                  |                     |   |   |                    |                    |                    |   |  |               |               |               |  |
|  | 5       | Tampa Bay Rays     | 1                   | Boston Red Sox      | 3 | 1                  |                  |                     |   |   |                    |                    |                    |   |  |               |               |               |  |
|  | 5       | Tampa Bay Rays     |                     |                     |   |                    |                  |                     |   |   |                    |                    |                    |   |  |               |               |               |  |
|  | 4       | Cleveland Indians  | 0                   |                     |   |                    |                  |                     |   |   |                    |                    |                    |   |  |               |               |               |  |
|  | 4       | Cleveland Indians  | 0                   |                     |   |                    |                  |                     |   | 1 | Boston Red Sox     | 4                  |                    |   |  |               |               |               |  |
|  |         |                    |                     |                     |   |                    |                  |                     |   | 1 | Boston Red Sox     | 4                  |                    |   |  |               |               |               |  |
|  |         |                    | 3                   | Detroit Tigers      | 2 |                    |                  |                     |   |   |                    |                    |                    |   |  |               |               |               |  |
|  |         |                    | 3                   | Detroit Tigers      | 2 |                    |                  |                     |   |   |                    |                    |                    |   |  |               |               |               |  |
|  |         |                    |                     |                     |   |                    |                  |                     |   |   |                    |                    |                    |   |  |               |               |               |  |
|  |         |                    |                     |                     |   |                    |                  |                     |   |   |                    |                    |                    |   |  |               |               |               |  |
|  |         | 3                  | Detroit Tigers      | 3                   |   |                    |                  |                     |   |   |                    |                    |                    |   |  |               |               |               |  |
|  |         |                    |                     | 3                   |   |                    |                  |                     |   |   |                    |                    |                    |   |  |               |               |               |  |
|  |         |                    | 2                   | Oakland Athletics   | 2 |                    |                  |                     |   |   |                    |                    |                    |   |  |               |               |               |  |
|  |         |                    | 2                   | Oakland Athletics   | 2 |                    |                  |                     |   |   |                    |                    |                    |   |  |               |               |               |  |
|  |         |                    |                     |                     |   |                    |                  |                     |   |   |                    |                    |                    |   |  |               |               |               |  |
|  |         |                    |                     |                     |   |                    |                  |                     |   |   |                    |                    |                    |   |  |               |               |               |  |
|  |         |                    |                     |                     |   |                    |                  |                     |   |   |                    |                    | Boston Red Sox     | 4 |  |               |               |               |  |
|  |         |                    |                     |                     |   |                    |                  |                     |   |   |                    |                    |                    | 4 |  |               |               |               |  |
|  |         |                    |                     | St. Louis Cardinals | 2 |                    |                  |                     |   |   |                    |                    |                    |   |  |               |               |               |  |
|  |         |                    |                     | St. Louis Cardinals | 2 |                    |                  |                     |   |   |                    |                    |                    |   |  |               |               |               |  |
|  |         |                    |                     |                     |   |                    |                  |                     |   |   |                    |                    |                    |   |  |               |               |               |  |
|  |         |                    |                     |                     |   |                    |                  |                     |   |   |                    |                    |                    |   |  |               |               |               |  |
|  |         | 3                  | Los Angeles Dodgers | 3                   |   |                    |                  |                     |   |   |                    |                    |                    |   |  |               |               |               |  |
|  |         |                    |                     | 3                   |   |                    |                  |                     |   |   |                    |                    |                    |   |  |               |               |               |  |
|  |         |                    | 2                   | Atlanta Braves      | 1 |                    |                  |                     |   |   |                    |                    |                    |   |  |               |               |               |  |
|  |         |                    | 2                   | Atlanta Braves      | 1 |                    |                  |                     |   |   |                    |                    |                    |   |  |               |               |               |  |
|  |         |                    |                     |                     |   |                    |                  |                     |   |   |                    |                    |                    |   |  |               |               |               |  |
|  |         |                    |                     |                     |   |                    |                  |                     |   |   |                    |                    |                    |   |  |               |               |               |  |
|  |         |                    |                     |                     |   |                    | 3                | Los Angeles Dodgers | 2 |   |                    |                    |                    |   |  |               |               |               |  |
|  |         |                    |                     |                     |   |                    |                  |                     | 2 |   |                    |                    |                    |   |  |               |               |               |  |
|  |         |                    | 1                   | St. Louis Cardinals | 4 |                    |                  |                     |   |   |                    |                    |                    |   |  |               |               |               |  |
|  | 5       | Cincinnati Reds    | 1                   | St. Louis Cardinals | 4 | 0                  |                  |                     |   |   |                    |                    |                    |   |  |               |               |               |  |
|  | 5       | Cincinnati Reds    |                     |                     |   |                    |                  |                     |   |   |                    |                    |                    |   |  |               |               |               |  |
|  | 4       | Pittsburgh Pirates | 1                   |                     |   |                    |                  |                     |   |   |                    |                    |                    |   |  |               |               |               |  |
|  | 4       | Pittsburgh Pirates | 1                   |                     | 4 | Pittsburgh Pirates | 2                |                     |   |   |                    |                    |                    |   |  |               |               |               |  |
|  |         |                    |                     |                     | 4 | Pittsburgh Pirates | 2                |                     |   |   |                    |                    |                    |   |  |               |               |               |  |
|  |         |                    | 1                   | St. Louis Cardinals | 3 |                    |                  |                     |   |   |                    |                    |                    |   |  |               |               |               |  |
|  |         |                    | 1                   | St. Louis Cardinals | 3 |                    |                  |                     |   |   |                    |                    |                    |   |  |               |               |               |  |
|  |         |                    |                     |                     |   |                    |                  |                     |   |   |                    |                    |                    |   |  |               |               |               |  |
|  |         |                    |                     |                     |   |                    |                  |                     |   |   |                    |                    |                    |   |  |               |               |               |  |
|  |         |                    |                     |                     |   |                    |                  |                     |   |   |                    |                    |                    |   |  |               |               |               |  |
|  |         |                    |                     |                     |   |                    |                  |                     |   |   |                    |                    |                    |   |  |               |               |               |  |

|                                                        |
| Campeón de las Grandes Ligas Boston Red Sox 8.º título |

### Liga Americana

#### Comodín
| Equipo            | G | P | PCT   | JV |
| ----------------- | - | - | ----- | -- |
| Tampa Bay Rays    | 1 | 0 | 1.000 | -  |
| Cleveland Indians | 0 | 1 | .000  | 1  |

| Fecha        | Visita | Resultado | Local   | Estadio           | Tiempo   | Box score |
| ------------ | ------ | --------- | ------- | ----------------- | -------- | --------- |
| 2 de octubre | Rays   | 4-0       | Indians | Progressive Field | 3 h 40 m | Box score |

#### Series Divisionales
Serie Divisional 1
| Equipo            | G | P | PCT  | JV |
| ----------------- | - | - | ---- | -- |
| Detroit Tigers    | 3 | 2 | .600 | -  |
| Oakland Athletics | 2 | 3 | .400 | 1  |

| Fecha         | Visita    | Resultado | Local     | Estadio       | Tiempo   | Box score |
| ------------- | --------- | --------- | --------- | ------------- | -------- | --------- |
| 4 de octubre  | Tigers    | 3-2       | Athletics | O.co Coliseum | 3 h 24 m | Box score |
| 5 de octubre  | Tigers    | 0-1       | Athletics | O.co Coliseum | 3 h 23 m | Box score |
| 7 de octubre  | Athletics | 6-3       | Tigers    | Comerica Park | 3 h 32 m | Box score |
| 8 de octubre  | Athletics | 6-8       | Tigers    | Comerica Park | 3 h 25 m | Box score |
| 10 de octubre | Tigers    | 3-0       | Athletics | O.co Coliseum | 3 h 20 m | Box score |

Serie Divisional 2
| Equipo         | G | P | PCT  | JV |
| -------------- | - | - | ---- | -- |
| Boston Red Sox | 3 | 1 | .750 | -  |
| Tampa Bay Rays | 1 | 3 | .250 | 2  |

| Fecha        | Visita  | Resultado | Local   | Estadio         | Tiempo   | Box score |
| ------------ | ------- | --------- | ------- | --------------- | -------- | --------- |
| 4 de octubre | Rays    | 2-12      | Red Sox | Fenway Park     | 3 h 33 m | Box score |
| 5 de octubre | Rays    | 4-7       | Red Sox | Fenway Park     | 3 h 14 m | Box score |
| 7 de octubre | Red Sox | 4-5       | Rays    | Tropicana Field | 4 h 19 m | Box score |
| 8 de octubre | Red Sox | 3-1       | Rays    | Tropicana Field | 3 h 49 m | Box score |

#### Serie de Campeonato
| Equipo         | G | P | PCT  | JV |
| -------------- | - | - | ---- | -- |
| Boston Red Sox | 4 | 2 | .666 | -  |
| Detroit Tigers | 2 | 4 | .333 | 2  |

| Jugador más valioso |
| ------------------- |
| Koji Uehara (BOS).  |

| Fecha         | Visita  | Resultado | Local   | Estadio       | Tiempo   | Box score |
| ------------- | ------- | --------- | ------- | ------------- | -------- | --------- |
| 12 de octubre | Tigers  | 1-0       | Red Sox | Fenway Park   | 3 h 56 m | Box score |
| 13 de octubre | Tigers  | 5-6       | Red Sox | Fenway Park   | 3 h 28 m | Box score |
| 15 de octubre | Red Sox | 1-0       | Tigers  | Comerica Park | 3 h 20 m | Box score |
| 16 de octubre | Red Sox | 3-7       | Tigers  | Comerica Park | 3 h 27 m | Box score |
| 17 de octubre | Red Sox | 4-3       | Tigers  | Comerica Park | 3 h 47 m | Box score |
| 19 de octubre | Tigers  | 2-5       | Red Sox | Fenway Park   | 3 h 52 m | Box score |

|                                                                 |
| Campeón de la Liga Americana Boston Red Sox Decimotercer título |

### Liga Nacional

#### Comodín
| Equipo             | G | P | PCT   | JV  |
| ------------------ | - | - | ----- | --- |
| Pittsburgh Pirates | 1 | 0 | 1.000 | -   |
| Cincinnati Reds    | 0 | 1 | .000  | 1.0 |

| Fecha        | Visita | Resultado | Local   | Estadio  | Tiempo   | Box score |
| ------------ | ------ | --------- | ------- | -------- | -------- | --------- |
| 1 de octubre | Reds   | 2-6       | Pirates | PNC Park | 3 h 14 m | Box score |

#### Series Divisionales
Serie Divisional 1
| Equipo              | G | P | PCT  | JV |
| ------------------- | - | - | ---- | -- |
| St. Louis Cardinals | 3 | 2 | .600 | -  |
| Pittsburgh Pirates  | 2 | 3 | .400 | -  |

| Fecha        | Visita    | Resultado | Local     | Estadio       | Tiempo   | Box score |
| ------------ | --------- | --------- | --------- | ------------- | -------- | --------- |
| 3 de octubre | Pirates   | 1-9       | Cardinals | Busch Stadium | 2 h 57 m | Box score |
| 4 de octubre | Pirates   | 7-1       | Cardinals | Busch Stadium | 3 h 3 m  | Box score |
| 6 de octubre | Cardinals | 3-5       | Pirates   | PNC Park      | 2 h 58 m | Box score |
| 7 de octubre | Cardinals | 2-1       | Pirates   | PNC Park      | 2 h 36 m | Box score |
| 9 de octubre | Pirates   | 1-6       | Cardinals | Busch Stadium | 2 h 40 m | Box score |

Serie Divisional 2
| Equipo              | G | P | PCT  | JV |
| ------------------- | - | - | ---- | -- |
| Los Angeles Dodgers | 3 | 1 | .750 | -  |
| Atlanta Braves      | 1 | 3 | .250 | 2  |

| Fecha        | Visita  | Resultado | Local   | Estadio        | Tiempo   | Box score |
| ------------ | ------- | --------- | ------- | -------------- | -------- | --------- |
| 3 de octubre | Dodgers | 6-1       | Braves  | Turner Field   | 3 h 24 m | Box score |
| 4 de octubre | Dodgers | 3-4       | Braves  | Turner Field   | 3 h 29 m | Box score |
| 6 de octubre | Braves  | 6-13      | Dodgers | Dodger Stadium | 4 h 1 m  | Box score |
| 7 de octubre | Braves  | 3-4       | Dodgers | Dodger Stadium | 3 h 19 m | Box score |

#### Serie de Campeonato
| Equipo              | G | P | PCT  | JV |
| ------------------- | - | - | ---- | -- |
| St. Louis Cardinals | 4 | 2 | .666 | -  |
| Los Angeles Dodgers | 2 | 4 | .333 | 2  |

| Jugador más valioso  |
| -------------------- |
| Michael Wacha (STL). |

| Fecha         | Visita    | Resultado         | Local     | Estadio        | Tiempo   | Box score |
| ------------- | --------- | ----------------- | --------- | -------------- | -------- | --------- |
| 11 de octubre | Dodgers   | 2-3 (13 entradas) | Cardinals | Busch Stadium  | 4 h 47 m | Box score |
| 12 de octubre | Dodgers   | 0-1               | Cardinals | Busch Stadium  | 2 h 40 m | Box score |
| 14 de octubre | Cardinals | 0-3               | Dodgers   | Dodger Stadium | 2 h 54 m | Box score |
| 15 de octubre | Cardinals | 4-2               | Dodgers   | Dodger Stadium | 3 h 17 m | Box score |
| 16 de octubre | Cardinals | 4-6               | Dodgers   | Dodger Stadium | 3 h 10 m | Box score |
| 18 de octubre | Dodgers   | 0-9               | Cardinals | Busch Stadium  | 2 h 59 m | Box score |

|                                                                      |
| Campeón de la Liga Nacional St. Louis Cardinals Décimo noveno título |

### Serie Mundial
| Equipo              | G | P | PCT  | JV |
| ------------------- | - | - | ---- | -- |
| Boston Red Sox      | 4 | 2 | .666 | -  |
| St. Louis Cardinals | 2 | 4 | .333 | 2  |

| Jugador más valioso |
| ------------------- |
| David Ortiz (BOS).  |

| Fecha         | Visita    | Resultado | Local     | Estadio       | Tiempo   | Box score |
| ------------- | --------- | --------- | --------- | ------------- | -------- | --------- |
| 23 de octubre | Cardinals | 1-8       | Red Sox   | Fenway Park   | 3 h 17 m | Box score |
| 24 de octubre | Cardinals | 4-2       | Red Sox   | Fenway Park   | 3 h 5 m  | Box score |
| 26 de octubre | Red Sox   | 4-5       | Cardinals | Busch Stadium | 3 h 54 m | Box score |
| 27 de octubre | Red Sox   | 4-2       | Cardinals | Busch Stadium | 3 h 34 m | Box score |
| 28 de octubre | Red Sox   | 3-1       | Cardinals | Busch Stadium | 2 h 52 m | Box score |
| 30 de octubre | Cardinals | 1-6       | Red Sox   | Fenway Park   | 3 h 15 m | Box score |

|                                                           |
| Campeón de las Grandes Ligas Boston Red Sox Octavo título |

## Líderes individuales en la temporada regular

### Liga Americana

#### Bateadores
| Categoría           | Jugador         | Equipo  | Marca |
| ------------------- | --------------- | ------- | ----- |
| Porcentaje de bateo | Miguel Cabrera  | Tigers  | .348  |
| Cuadrangulares      | Chris Davis     | Orioles | 53    |
| Carreras impulsadas | Chris Davis     | Orioles | 138   |
| Hits                | Adrián Beltré   | Rangers | 199   |
| Robos de base       | Jacoby Ellsbury | Red Sox | 52    |
| Carreras anotadas   | Mike Trout      | Angels  | 109   |

#### Lanzadores
| Categoría         | Jugador        | Equipo  | Marca |
| ----------------- | -------------- | ------- | ----- |
| Victorias         | Max Scherzer   | Tigers  | 21    |
| Derrotas          | Lucas Harrell  | Astros  | 17    |
| ERA               | Aníbal Sánchez | Tigers  | 2,57  |
| Ponches           | Yu Darvish     | Rangers | 277   |
| Entradas Lanzadas | James Shields  | Royals  | 228.2 |
| Juegos salvados   | Jim Johnson    | Orioles | 50    |

### Liga Nacional

#### Bateadores
| Categoría           | Jugador          | Equipo       | Marca |
| ------------------- | ---------------- | ------------ | ----- |
| Porcentaje de bateo | Michael Cuddyer  | Braves       | .331  |
| Cuadrangulares      | Pedro Álvarez    | Pirates      | 36    |
| Carreras impulsadas | Paul Goldschmidt | Diamondbacks | 125   |
| Hits                | Matt Carpenter   | Cardinals    | 199   |
| Robos de base       | Eric Young       | Mets         | 46    |
| Carreras anotadas   | Matt Carpenter   | Cardinals    | 126   |

#### Lanzadores
| Categoría         | Jugador         | Equipo    | Marca |
| ----------------- | --------------- | --------- | ----- |
| Victorias         | Adam Wainwright | Cardinals | 19    |
| Derrotas          | Edwin Jackson   | Cubs      | 18    |
| ERA               | Clayton Kershaw | Dodgers   | 1,83  |
| Ponches           | Clayton Kershaw | Dodgers   | 232   |
| Entradas Lanzadas | Adam Wainwright | Cardinals | 241.2 |
| Juegos salvados   | Craig Kimbrel   | Braves    | 50    |